# Cerro Matasiete

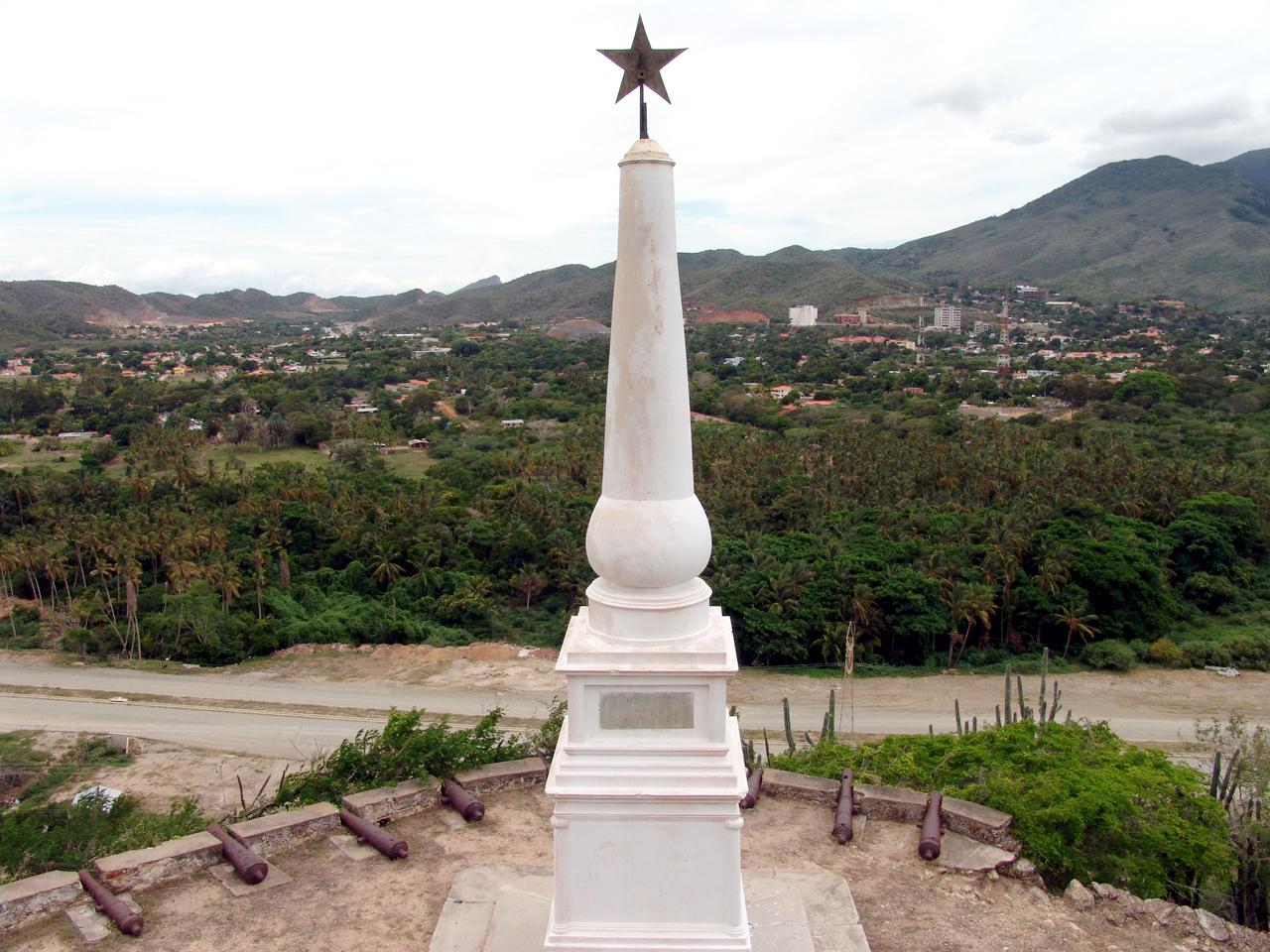
Monumento a la Batalla de Matasiete.

Cerro Matasiete es un cerro histórico que mide aproximadamente 660 metros de altura, ubicado en la Isla de Margarita, Estado Nueva Esparta, Venezuela. Su nombre aborigen era Guayatamo de las voces guaya que significa cerro y tamo, paja, ya que, este cerro es muy rico en la paja usada en las construcciones de bahareque, tan utilizados en las humildes viviendas del pueblo margariteño. En este cerro se libró la Batalla de Matasiete que dio inicio a la Independencia de Venezuela. Desde 1974 es un área protegida que forma parte del Monumento Natural Cerro Matasiete y Guayamuri.

## Batalla de Matasiete
El 31 de julio de 1817 se libra la batalla de Matasiete, entre el ejército español a las órdenes del General Pablo Morillo y el ejército venezolano comandadas por Francisco Esteban Gómez. El objetivo de Morillo era tomar el Portachuelo que se encuentra entre La Asunción y Tacarigua. El acceso al lugar era difícil. Además de los obstáculos naturales opuestos por los bosques de tunales, los patriotas habían construido reducto, zanjas, parapetos y fosos alrededor de la ciudad. Morillo cubre sus espaldas con el cerro de Matasiete, cerca de la ciudad de La Asunción.
Morillo había invadido la isla de Margarita en 1817 que desde 1816 había sido el bastión de los revolucionarios venezolanos. Los margariteños, en gran inferioridad numérica, habían sido empujados cada vez más atrás por las fuerzas de Morillo en su marcha a la capital de la provincia, La Asunción. Finalmente los margariteños se atrincheraron en el cerro Matasiete, ubicado a las espaldas de Asunción para resistir a las fuerzas de Morillo.

## Poblaciones cercanas
Atamo, Los Cerritos, Catalán (Estado Nueva Esparta) (Atamo), Agua de Vaca, Sabana de Guacuco, Guarame y La Asunción.

## Sitios de interés
- Monumento a la Batalla de Matasiete
- Destacamento de la Guardia Nacional y Hospital Militar